# Tercera Federación - Grupo V 2023-24
La temporada 2023-24 del Grupo V de la Tercera Federación de fútbol comenzó el 9 de septiembre de 2023 y finalizó el 12 de mayo de 2024. Posteriormente se disputó la promoción de ascenso entre el 19 de mayo y el 9 de junio en su fase territorial, y para finalizar en su fase nacional entre el 16 y 23 de mayo. Se trata de la tercera edición tras la restructuración de las categorías no profesionales por parte de la RFEF a causa de la pandemia global causada por el Coronavirus; y es la quinta categoría a nivel nacional.

## Sistema de competición
Participan dieciocho clubes encuadrados en un único grupo. Se enfrentan todos contra todos en dos ocasiones -una en campo propio y otra en campo contrario- durante un total de 34 jornadas. El orden de los encuentros se decide por sorteo antes de empezar la competición. La Federación de Fútbol de Cataluña es la responsable de designar las fechas de los partidos y los árbitros de cada encuentro, reservando al equipo local la potestad de fijar el horario exacto de cada encuentro.
Una vez finalizada la competición, el primer clasificado asciende directamente a Segunda Federación y se proclama campeón de Tercera Federación.
Los clasificados entre el segundo y el quinto lugar disputan un Play Off territorial en formato de eliminatorias a doble partido ida y vuelta. En caso de empate el vencedor de la eliminatoria es el equipo mejor clasificado. El equipo vencedor de este Play Off se clasifica a la Promoción de ascenso a Segunda Federación que tiene carácter de final interterritorial.
Los tres últimos clasificados descienden directamente a Liga Elite. Puede haber más descensos por arrastre provocados por descensos de superior categoría.

## Ascensos y descensos
| Pos. | Ascendidos a 2.ª Federación |
| ---- | --------------------------- |
| 1º   | C. E. Europa                |
| 2º   | U. E. Sant Andreu           |

| Pos. | Descendidos de 2.ª División RFEF |
| ---- | -------------------------------- |
| 14.º | A. E. Prat                       |
| 15.º | U. E. Olot                       |

| Pos.  | Ascendidos de Primera Catalana |
| ----- | ------------------------------ |
| 1º G1 | F. C. L'Escala                 |
| 1º G2 | C. F. J. Mollerussa            |
| 1º G3 | C. F. Reddis                   |

| Pos. | Descendidos a Lliga Elit |
| ---- | ------------------------ |
| 16.º | U. E. Sants              |

## Equipos

### Listado de equipos
| Equipo                 | Localidad                | Estadio                                   | Capacidad |
| ---------------------- | ------------------------ | ----------------------------------------- | --------- |
| C. F. Badalona         | Badalona                 | Estadio municipal de Badalona             | 4.100     |
| U. E. Castelldefels    | Castelldefels            | Els Canyars                               | 2.500     |
| Girona F. C. "B"       | Gerona                   | Municipal Torres de Palau                 | 1.000     |
| F. E. Grama            | Santa Coloma de Gramanet | Nou Municipal                             | 5.000     |
| F. C. L'Escala         | La Escala                | Nou Camp                                  | 2.000     |
| C. E. L'Hospitalet     | Hospitalet de Llobregat  | Municipal de L'Hospitalet                 | 6.740     |
| C. F. J. Mollerussa    | Mollerussa               | Municipal de Mollerussa                   | 4.000     |
| C. F. Montañesa        | Barcelona                | Municipal de Nou Barris                   | 2.500     |
| U. E. Olot             | Olot                     | Municipal de Olot                         | 2.500     |
| C. F. Peralada         | Peralada                 | Municipal de Peralada                     | 1.600     |
| A. E. Prat             | El Prat de Llobregat     | Polideportivo municipal Sagnier           | 1.200     |
| C. F. Pobla de Mafumet | Pobla de Mafumet         | Municipal de La Pobla de Mafumet          | 1.700     |
| U. E. Rapitenca        | San Carlos de la Rápita  | La Devesa                                 | 3.000     |
| Reus F. C. Reddis      | Reus                     | Camp Nou                                  | 4.300     |
| C. P. San Cristóbal    | Tarrasa                  | Municipal de Ca N'Anglada                 | 1.800     |
| U. E. Tona             | Tona                     | Municipal de Tona                         | 2.000     |
| F. C. Vilafranca       | Villafranca del Panadés  | Campo municipal de deportes de Vilafranca | 5.000     |
| U. E. Vilassar de Mar  | Vilasar de Mar           | Municipal Xevi Ramón                      | 4.000     |

| Badalona Castelldefels Girona B Grama L'Escala L'Hospitalet Mollerussa Montañesa Olot Peralada Pobla de Mafumet Prat Rapitenca Reus FCR S. Cristóbal Tona Vilafranca Vilassar de Mar |

### Equipos por provincia
| N.º | Provincia | Equipos |
| --- | --------- | --- |
| 10  | Barcelona | C. F. Badalona, U. E. Castelldefels, F. E. Grama, C. E. L'Hospitalet, C. F. Montañesa, A. E. Prat, C. P. San Cristóbal, U. E. Tona, F. C. Vilafranca y U. E. Vilassar de Mar |
| 4   | Gerona    | Girona F. C. "B", F. C. L'Escala, U. E. Olot y C. F. Peralada |
| 3   | Tarragona | U. E. Rapitenca, Reus F. C. Reddis y C. F. Pobla de Mafumet |
| 1   | Lérida    | C. F. J. Mollerussa |

## Clasificación
| Pos. | Equipo                     | Pts. | PJ | G  | E  | P  | GF | GC | Dif. | Ascenso o descenso                                 |
| ---- | -------------------------- | ---- | -- | -- | -- | -- | -- | -- | ---- | -------------------------------------------------- |
| 1    | U. E. Olot (A, C)          | 79   | 34 | 24 | 7  | 3  | 55 | 20 | +35  | Ascenso a Segunda Federación y Copa del Rey        |
| 2    | C. E. L'Hospitalet         | 69   | 34 | 22 | 3  | 9  | 56 | 28 | +28  | Acceso a Promoción de Ascenso a Segunda Federación |
| 3    | U. E. Vilassar de Mar      | 60   | 34 | 17 | 9  | 8  | 41 | 27 | +14  | Acceso a Promoción de Ascenso a Segunda Federación |
| 4    | C. F. Badalona             | 55   | 34 | 16 | 7  | 11 | 44 | 36 | +8   | Acceso a Promoción de Ascenso a Segunda Federación |
| 5    | A. E. Prat                 | 51   | 34 | 13 | 12 | 9  | 39 | 30 | +9   | Acceso a Promoción de Ascenso a Segunda Federación |
| 6    | U. E. Tona                 | 48   | 34 | 13 | 9  | 12 | 48 | 45 | +3   |                                                    |
| 7    | F. C. L'Escala             | 48   | 34 | 14 | 6  | 14 | 57 | 59 | −2   |                                                    |
| 8    | Reus F. C. Reddis          | 46   | 34 | 12 | 10 | 12 | 31 | 28 | +3   |                                                    |
| 9    | C. F. Montañesa            | 46   | 34 | 13 | 7  | 14 | 32 | 39 | −7   |                                                    |
| 10   | F. E. Grama                | 45   | 34 | 13 | 6  | 15 | 41 | 47 | −6   |                                                    |
| 11   | Girona F. C. "B"           | 44   | 34 | 11 | 11 | 12 | 49 | 40 | +9   |                                                    |
| 12   | C. F. J. Mollerussa        | 43   | 34 | 12 | 7  | 15 | 33 | 46 | −13  |                                                    |
| 13   | C. P. San Cristóbal        | 43   | 34 | 13 | 4  | 17 | 35 | 54 | −19  |                                                    |
| 14   | C. F. Peralada             | 42   | 34 | 11 | 9  | 14 | 34 | 34 | 0    |                                                    |
| 15   | C. F. Pobla de Mafumet (D) | 38   | 34 | 10 | 8  | 16 | 31 | 39 | −8   | Descenso a Lliga Elit por arrastre                 |
| 16   | F. C. Vilafranca (D)       | 33   | 34 | 8  | 9  | 17 | 31 | 53 | −22  | Descenso a Lliga Elit                              |
| 17   | U. E. Castelldefels (D)    | 30   | 34 | 7  | 9  | 18 | 30 | 47 | −17  | Descenso a Lliga Elit                              |
| 18   | U. E. Rapitenca (D)        | 30   | 34 | 9  | 3  | 22 | 36 | 51 | −15  | Descenso a Lliga Elit                              |

Actualizado a los partidos jugados el 24 de mayo de 2024.
 Fuente: Resultados Fútbol
Notas:
1. ↑  El C. F. Pobla de Mafumet fue relegado a Lliga Elit por un descenso no compensado desde la categoría superior.

## Resultados
| Local \ Visitante      | BAD | CAS | GIR | GRM | LES | LHO | MOL | MON | OLO | PER | PDM | PRA | RAP | RED | SCR | TON | VFR | VDM |
| ---------------------- | --- | --- | --- | --- | --- | --- | --- | --- | --- | --- | --- | --- | --- | --- | --- | --- | --- | --- |
| C. F. Badalona         | —   | 0–0 | 0–1 | 2–1 | 1–0 | 1–0 | 1–0 | 0–2 | 0–2 | 1–1 | 3–0 | 2–0 | 3–1 | 4–0 | 4–2 | 3–2 | 2–0 | 1–1 |
| U. E. Castelldefels    | 1–2 | —   | 0–0 | 1–2 | 1–2 | 0–0 | 1–1 | 0–3 | 2–4 | 2–1 | 2–0 | 1–3 | 0–0 | 0–0 | 1–0 | 2–1 | 1–2 | 0–1 |
| Girona F. C. "B"       | 1–2 | 3–0 | —   | 4–3 | 2–2 | 3–2 | 5–0 | 0–0 | 1–1 | 1–1 | 2–4 | 0–1 | 4–2 | 0–1 | 0–1 | 3–0 | 7–3 | 1–1 |
| F. E. Grama            | 2–2 | 0–0 | 1–1 | —   | 1–2 | 3–2 | 1–0 | 3–1 | 0–1 | 1–0 | 2–0 | 1–1 | 1–5 | 0–1 | 1–2 | 3–1 | 1–0 | 2–0 |
| F. C. L'Escala         | 3–2 | 4–2 | 2–0 | 2–3 | —   | 2–3 | 3–0 | 3–1 | 2–2 | 1–0 | 0–1 | 3–5 | 3–2 | 2–1 | 3–1 | 0–2 | 3–0 | 1–1 |
| C. E. L'Hospitalet     | 4–0 | 0–1 | 2–0 | 3–0 | 1–0 | —   | 1–0 | 4–0 | 1–0 | 1–0 | 2–0 | 0–1 | 1–2 | 0–0 | 2–0 | 2–1 | 3–1 | 2–0 |
| C. F. J. Mollerussa    | 0–0 | 4–2 | 1–0 | 1–0 | 3–1 | 2–5 | —   | 1–0 | 1–2 | 1–1 | 1–0 | 1–0 | 1–2 | 1–0 | 1–0 | 0–3 | 2–2 | 0–2 |
| C. F. Montañesa        | 2–0 | 1–0 | 0–0 | 1–0 | 3–1 | 1–2 | 3–2 | —   | 0–1 | 0–0 | 0–2 | 0–0 | 2–1 | 0–3 | 2–0 | 3–2 | 2–1 | 1–0 |
| U. E. Olot             | 1–0 | 0–0 | 0–0 | 2–1 | 3–1 | 1–0 | 2–1 | 3–0 | —   | 2–0 | 2–1 | 0–1 | 4–0 | 1–0 | 1–0 | 0–2 | 3–2 | 1–0 |
| C. F. Peralada         | 1–1 | 2–0 | 1–0 | 1–2 | 1–1 | 1–2 | 0–1 | 2–0 | 0–2 | —   | 2–0 | 1–2 | 1–0 | 1–1 | 3–1 | 2–0 | 3–0 | 2–1 |
| C. F. Pobla de Mafumet | 0–2 | 2–0 | 1–1 | 0–2 | 1–0 | 3–0 | 3–1 | 0–0 | 0–0 | 0–1 | —   | 0–0 | 2–1 | 0–0 | 0–1 | 1–1 | 1–1 | 0–1 |
| A. E. Prat             | 0–2 | 2–2 | 1–3 | 4–1 | 1–1 | 2–0 | 0–0 | 1–0 | 1–2 | 2–0 | 1–2 | —   | 1–0 | 0–0 | 0–1 | 1–1 | 3–0 | 0–0 |
| U. E. Rapitenca        | 2–1 | 0–1 | 1–0 | 0–1 | 1–2 | 0–2 | 0–1 | 1–0 | 1–2 | 0–2 | 2–1 | 1–2 | —   | 3–2 | 4–0 | 1–2 | 0–1 | 2–2 |
| Reus F. C. Reddis      | 0–1 | 1–0 | 0–0 | 1–0 | 4–0 | 1–1 | 1–0 | 2–0 | 0–2 | 1–1 | 1–1 | 1–0 | 3–1 | —   | 1–0 | 0–1 | 0–1 | 1–0 |
| C. P. San Cristóbal    | 3–1 | 0–6 | 1–2 | 2–2 | 2–1 | 1–2 | 0–2 | 1–1 | 1–1 | 1–0 | 1–3 | 2–1 | 1–0 | 2–1 | —   | 1–3 | 3–2 | 1–0 |
| U. E. Tona             | 2–0 | 4–1 | 3–2 | 2–0 | 1–1 | 1–2 | 0–0 | 1–2 | 0–5 | 1–1 | 3–2 | 0–0 | 1–0 | 2–2 | 1–2 | —   | 3–0 | 1–1 |
| F. C. Vilafranca       | 0–0 | 1–0 | 1–2 | 0–0 | 1–3 | 0–2 | 2–2 | 0–0 | 1–2 | 3–0 | 2–0 | 1–1 | 1–0 | 1–0 | 0–0 | 0–0 | —   | 0–1 |
| U. E. Vilassar de Mar  | 1–0 | 1–0 | 1–0 | 2–0 | 6–2 | 0–2 | 3–1 | 2–1 | 0–0 | 2–1 | 1–0 | 1–1 | 0–0 | 2–1 | 2–1 | 2–0 | 3–1 | —   |

## Play Off de Ascenso a Segunda Federación
|  | Semifinales                                          | Semifinales                                          | Semifinales                                          | Semifinales                                          | Semifinales                                          |   |     | Final                                                | Final                                                | Final                                                | Final                                                | Final                                                |  |
|  | 19 de mayo de 2024 (ida) 26 de mayo de 2024 (vuelta) | 19 de mayo de 2024 (ida) 26 de mayo de 2024 (vuelta) | 19 de mayo de 2024 (ida) 26 de mayo de 2024 (vuelta) | 19 de mayo de 2024 (ida) 26 de mayo de 2024 (vuelta) | 19 de mayo de 2024 (ida) 26 de mayo de 2024 (vuelta) |   |     | 2 de junio de 2024 (ida) 9 de junio de 2024 (vuelta) | 2 de junio de 2024 (ida) 9 de junio de 2024 (vuelta) | 2 de junio de 2024 (ida) 9 de junio de 2024 (vuelta) | 2 de junio de 2024 (ida) 9 de junio de 2024 (vuelta) | 2 de junio de 2024 (ida) 9 de junio de 2024 (vuelta) |  |
|  |                                                      |                                                      |                                                      |                                                      |                                                      |   |     |                                                      |                                                      |                                                      |                                                      |                                                      |  |
|  |                                                      |                                                      |                                                      |                                                      |                                                      |   |     |                                                      |                                                      |                                                      |                                                      |                                                      |  |
|  | 5.º                                                  | A. E. Prat                                           | 0                                                    | 1                                                    | 1                                                    |   |     |                                                      |                                                      |                                                      |                                                      |                                                      |  |
|  | 5.º                                                  | A. E. Prat                                           | 0                                                    | 1                                                    | 1                                                    |   |     |                                                      |                                                      |                                                      |                                                      |                                                      |  |
|  | 2.º                                                  | C. E. L'Hospitalet                                   | 1                                                    | 2                                                    | 3                                                    |   |     |                                                      |                                                      |                                                      |                                                      |                                                      |  |
|  | 2.º                                                  | C. E. L'Hospitalet                                   | 1                                                    | 2                                                    | 3                                                    |   | 2.º | 'C. E. L'Hospitalet'                                 | 1                                                    | 1                                                    | 2                                                    |                                                      |  |
|  |                                                      |                                                      |                                                      |                                                      |                                                      |   | 2.º | 'C. E. L'Hospitalet'                                 | 1                                                    | 1                                                    | 2                                                    |                                                      |  |
|  |                                                      |                                                      | 4.º                                                  | C. F. Badalona                                       | 1                                                    | 0 | 1   |                                                      |                                                      |                                                      |                                                      |                                                      |  |
|  | 4.º                                                  | C. F. Badalona                                       | 4.º                                                  | C. F. Badalona                                       | 1                                                    | 0 | 1   | 3                                                    | 1                                                    | 4                                                    |                                                      |                                                      |  |
|  | 4.º                                                  | C. F. Badalona                                       |                                                      |                                                      |                                                      |   |     | 3                                                    | 1                                                    | 4                                                    |                                                      |                                                      |  |
|  | 3.º                                                  | U. E. Vilassar de Mar                                | 0                                                    | 2                                                    | 2                                                    |   |     |                                                      |                                                      |                                                      |                                                      |                                                      |  |
|  | 3.º                                                  | U. E. Vilassar de Mar                                | 0                                                    | 2                                                    | 2                                                    |   |     |                                                      |                                                      |                                                      |                                                      |                                                      |  |
|  |                                                      |                                                      |                                                      |                                                      |                                                      |   |     |                                                      |                                                      |                                                      |                                                      |                                                      |  |

## Clasificado a la Copa del Rey
| Bandera de Cataluña |
| U. E. Olot          |
| 1.º Puesto          |

Nota: Hay posibilidad de que el subcampeón se clasifique a la Copa del Rey si no es un equipo filial.